# ثلاثي كلورو الإيثيلين
ثلاثي كلورو الإيثيلين هو مركب كيميائي من فصيلة مركبات الهيدروكربونات الهالوجينية له الصيغة الكيميائية C2HCl3، ويكون على شكل سائل عديم اللون له رائحة تشبه الكلوروفورم.

## التحضير
كانت طريقة تحضير ثلاثي كلورو الإيثيلين في السابق معتمدة على تفاعل كلورة الإيثيلين في عملية صناعية من مرحلتين، وبوجود عامل حفاز من كلوريد الحديد الثلاثي عند الدرجة 90 °س، حيث يحصل في المرحلة الأولى على 2،2،1،1-رباعي كلورو الإيثان:
{\displaystyle \mathrm {HC{\equiv }CH+2\ Cl_{2}\rightarrow Cl_{2}CHCHCl_{2}} }
والذي ينزع منه الهيدروجين في مرحلة لاحقة باستخدام هيدروكسيد الكالسيوم:
{\displaystyle \mathrm {2\ Cl_{2}CHCHCl_{2}+Ca(OH)_{2}\rightarrow } }{\displaystyle \mathrm {2\ ClCH{\mathord {=}}CCl_{2}+CaCl_{2}+2\ H_{2}O} }

## الخصائص
- يمتزج ثلاثي كلورو الإيثيلين مع الماء ومع باقي المذيبات العضوية.

## الاستخدامات
يستخدم ثلاثي كلورو الإيثيلين كمذيب عضوي في العديد من التطبيقات الصناعية.